# Arctic Race of Norway 2016
Arctic Race of Norway 2016 var den fjerde udgave af Arctic Race of Norway. Løbet var klassificeret som kategori 2.HC og foregik over fire etaper i Nordland. Løbet startede i Fauske 11. august og sluttede i Bodø 14. august. Alle etaper havde mindst én bjergovergang på over 500 meter over havet. Tredje etape havde også målstreg på Korgfjellet (575 moh.). Italienske Gianni Moscon fra Team Sky blev den samlede vinder af løbet.

## Hold
I alt var 22 hold inviteret til løbet. Der deltog: 11 UCI World Tour-hold, syv professionelle kontinentalhold og fire norske UCI kontinentalhold. Hvert hold kunne stille til start med seks ryttere hver, noget som betød at hvis alle hold fyldte sin kvote, kunne der i alt stille 132 ryttere til start i Fauske. Dette ville være det klart stærkeste cykelfelt i et norsk etapeløb nogensinde (pr. 2016).
| UCI World Teams | Professionelle kontinentalhold                                                                                   | Norske UCI kontinentalhold                                              |
| --- | --- | ----------------------------------------------------------------------- |
| - Astana - BMC Racing Team - Giant-Alpecin - IAM - Katusha - Tinkoff - FDJ - Dimension Data - Sky - LottoNL-Jumbo - Trek-Segofredo | - Bora-Argon 18 - Fortuneo-Vital - Wanty-Groupe - Team Direct Énergie - ONE Pro Cycling - Stölting Service Group | - Coop-Øster Hus - Joker Byggtorget - Ringeriks-Kraft - Sparebanken Sør |

### Danske ryttere
- Søren Kragh Andersen kørte for Team Giant-Alpecin
- Rasmus Guldhammer kørte for Stölting Service Group
- Alexander Kamp kørte for Stölting Service Group
- Michael Reihs kørte for Stölting Service Group
- Martin Mortensen kørte for ONE Pro Cycling

## Etaperne
| Etape    | Dato     | Start – Mål                     | type          | Afstand (km) | Etapevinder        | Førende rytter     |
| -------- | -------- | ------------------------------- | ------------- | ------------ | ------------------ | ------------------ |
| 1. etape | 11. aug. | Fauske – Rognan                 | flad etape    | 180,5        | Alexander Kristoff | Alexander Kristoff |
| 2. etape | 12. aug. | Mo i Rana – Sandnessjøen        | flad etape    | 198,5        | Danny van Poppel   | Danny van Poppel   |
| 3. etape | 13. aug. | Nesna – Korgfjellet             | kuperet etape | 160          | Gianni Moscon      | Gianni Moscon      |
| 4. etape | 14. aug. | The Arctic Circle Centre – Bodø | flad etape    | 193          | John Degenkolb     | Gianni Moscon      |

## Trøjernes fordeling gennem løbet
| Etape  | Etapevinder        | Førertrøjen        | Pointtrøjen        | Bjergtrøjen      | Ungdomstrøjen    | Holdkonkurrencen |
| ------ | ------------------ | ------------------ | ------------------ | ---------------- | ---------------- | ---------------- |
| 1      | Alexander Kristoff | Alexander Kristoff | Alexander Kristoff | Tom Van Asbroeck | Danny van Poppel | Team Sky         |
| 2      | Danny van Poppel   | Danny van Poppel   | Danny van Poppel   | Kevin Van Melsen | Danny van Poppel | Team Sky         |
| 3      | Gianni Moscon      | Gianni Moscon      | Danny van Poppel   | Tom Van Asbroeck | Gianni Moscon    | Team Sky         |
| 4      | John Degenkolb     | Gianni Moscon      | John Degenkolb     | Tom Van Asbroeck | Gianni Moscon    | Team Sky         |
| Samlet | Samlet             | Gianni Moscon      | John Degenkolb     | Tom Van Asbroeck | Gianni Moscon    | Team Sky         |

## Resultater
|    | Rytter               | Hold                        | Tid      |
| -- | -------------------- | --------------------------- | -------- |
| 1  | Gianni Moscon        | Team Sky                    | 17:13.57 |
| 2  | Stef Clement         | IAM Cycling                 | + 0.15   |
| 3  | Oscar Gatto          | Tinkoff                     | + 0.30   |
| 4  | Martin Elmiger       | IAM Cycling                 | + 0.34   |
| 5  | Odd Christian Eiking | FDJ                         | + 0.34   |
| 6  | Sebastián Henao      | Team Sky                    | + 0.38   |
| 7  | Preben Van Hecke     | Topsport Vlaanderen-Baloise | + 0.41   |
| 8  | Philippe Gilbert     | BMC Racing Team             | + 0.41   |
| 9  | Reto Hollenstein     | IAM Cycling                 | + 0.41   |
| 10 | Amaël Moinard        | BMC Racing Team             | + 0.41   |